# Novocaine
Novocaine è un film del 2001, scritto e diretto da David Atkins, con protagonisti Steve Martin e Helena Bonham Carter.

## Trama
La vita del dentista Frank Sangster, fidanzato con la bella Jean, assomiglia esattamente a quello che si intende per sogno americano fino a quando una sua paziente sexy, Susan, inizia a chiedergli antidolorifici, conducendolo con il tempo nel mondo delle droghe, mentre l'uomo si trova accusato dell'omicidio del fratello della donna.

## Produzione
Prodotto dalle società Artisan Entertainment e Numb Gums Productions Inc.

## Distribuzione

### Data di uscita
Il film venne distribuito in varie nazioni, fra cui:
- Canada, 8 settembre 2001 (la prima al Toronto International Film Festival)
- Stati Uniti d'America, Novocaine 10 settembre 2001 (la prima al Boston Film Festival)
- Italia, Novocaine 23 novembre 2001
- Australia, 11 aprile 2002
- Grecia, 28 giugno 2002
- Inghilterra, 5 luglio 2002
- Messico, La seducción 16 agosto 2002
- Giappone, 17 agosto 2002
- Spagna, Sonrisa peligrosa 15 novembre 2002

## Accoglienza

### Critica
David Atkins inizia in un modo «bizzarro» la sua carriera di regista, in un film che dopo un inizio promettente delude e si perde, in un ibrido di generi fra commedia e thriller ma non essendo nessuno dei due.